# آلن بدیو
آلن بدیو (به فرانسوی: Alain Badiou) (زادهٔ ۱۷ ژانویه ۱۹۳۷) فیلسوف معاصر و چپگرای فرانسوی، نمایشنامه‌نویس، رمان‌نویس، فعال سیاسی و استاد افتخاری بازنشسته در اکول نرمال سوپریور است. وی از اعضای حلقه آلتوسر بود و به عنوان یک فعال سیاسی در مبارزات برای آزادی الجزایر و جنبش می۶۸ شرکت داشت در ابتدا از اعضای حزب سوسیالیستهای متحد در فرانسه بود و سپس حلقه مائوئیستی را تأسیس کردند که بعدها منحل شد. هم‌اکنون او به عنوان یک متفکر در جهت بازگشت کمونیسم فعالیت می‌کند.

## دیدگاه‌ها
آلن بدیو با طرح دوباره مسئله «حقیقت» در فلسفه معاصر در برابر تمام جریانات پست‌مدرنیسم، نسبی‌گرایی اخلاقی، لیبرالیسم و تئوری‌هایی نظیر پایان تاریخ و … می‌ایستد.
آلن بدیو معتقد است که بایستی به صورت جدی پای سیاست رهایی‌بخش ایستاد و تجربه شکست کمونیسم در قرن ۲۰ پایان سیاست رهایی‌بخش نیست بلکه «شکست، تاریخ اثبات یک فرضیه است» به شرطی که به آن پایبند بود. بدیو می‌گوید که همه چیز در بود خود متکثر است اما در بازنمایی وحدت می‌یابد. در حالت وضعیت تاریخی ممکن است بخشی از وضعیت، از بازنمایی جا بماند. مانند پرولتاریا در سیستم سرمایه‌داری که از بازنمایی در سیاست جا مانده‌است. در چنین وضعیتی پرولتاریا یک خلأ درون وضعیت است. از منظر بدیو این خلأ درون وضعیت تنها امکان تغییر کل وضعیت را دارد. بدیو به این خلأ "Event site"(یا عرصه رخدادپذیر) می‌گوید. رخداد(Event) که از منظر بدیو یک تغییر واقعی در وضعیت است در چنین فضایی رخ می‌دهد. کاملاً مشخص می‌شود که بدیو متأثر از لاکان است یعنی به امرواقع اشاره دارد. از منظر بدیو حقیقت در فرایند رخداد اتفاق می‌افتد. همان‌طور که اسپینوزا با اشاره به آنتروپومورفیسم و آنتروپوسنتریسم درک ما از خدا را محدود می‌داند آلن بدیو معتقد است که ما تنها چهار نوع رخداد حقیقت را می‌شناسیم: ۱-سیاست ۲-هنر ۳-علم ۴-عشق به عنوان مثال در سیاست، یک انقلاب رخداد حقیقت است. آلن بدیو در ابتدا در حلقه مائوئیستی در فرانسه بود که بعدها از آن فاصله گرفت. مائو برای بدیو یک تفاوت جدی با سیستم استالینیستی داشت و آن اینکه مائو درصدد از میان بردن حزب (در تضاد با استالین) بود تا به جای آن شوراهای دانشجویی، دهقانی و کارگری قدرت پیدا کنند که انقلاب فرهنگی تلاشی در این راستا بود که شکست خورد.

## ترجمه به فارسی
- مناقشات: گفت‌وگویی پیرامون سیاست و فلسفهٔ زمانهٔ ما (به همراه ژان-کلود میلنر)؛ ترجمه سامی آل‌مهدی، ویراستاری شهریار وقفی‌پور، تهران: نشر سیب سرخ، ۱۳۹۹.
- احمد فیلسوف: نمایشنامه‌های کوتاه فلسفی برای جوانان، پیران و همه دیگر بیکاران؛ ترجمه فرحناز عطاریان. تهران، نشر کرگدن، ۱۳۹۹.
- ترامپ؛ ترجمه مریم هاشمیان و ویراستاری حسن مرتضوی، تهران: نشر چرخ، ۱۳۹۹.
- در ستایش ریاضیات: آلن بدیودر گفتگو با ژیل حائری؛ ترجمه علی‌حسن‌زاده، تهران: نشر نگاه، ۱۳۹۹.
- استقلال فرایند زیبایی‌شناسی در کتاب نظریه‌های زیبایی‌شناسی؛ ترجمه احسان حنیف، نشر فکر نو، ۱۳۹۹.
- کتابچهٔ پاد- زیبایی‌شناسی؛ ترجمه علی معصومی، تهران: نشر نگاه، ۱۳۹۸.
- زخم ما چندان تازه نیست؛ ترجمه فتاح محمدی، تهران: نشر هزاره سوم، ۱۳۹۸.
- نشان دموکراتیک در کتاب حال و روز دموکراسی؛ ترجمه مجتبی گل‌محمدی، تهران: نشر چشمه، ۱۳۹۸.
- زندگی حقیقی: فراخوانی برای فاسد کردن جوانان؛ ترجمهٔ احسان پورخیری و حسین طیب، نشر شوند، ۱۳۹۸.
- دو گفتگو: گفتگوی آلن بدیو و پتر انگلمان؛ ترجمهٔ فتاح محمدی، تهران: نشر هزاره سوم، ۱۳۹۸.
- منشأ درد ما جای دورتری است: اندیشه‌ای دربارهٔ کشتار ۱۳ نوامبر؛ ترجمه بهروز عارفی، تهران: نشر دیباچه، ۱۳۹۷.
- دومین محاکمه سقراط؛ ترجمه محمدرضا خاکی و ویراستار فرشیده اسدی، تهران: نشر روزبهان، ۱۳۹۷.
- سینما؛ گزینش و مقدمه از آنتوان‌دو باک، ترجمه ادریس رنجی، تهران: نشر افکار، ۱۳۹۷.
- سیاه: درخشش یک نا-رنگ؛ ترجمه فرید دبیرمقدم، تهران: نشر مشکی، ۱۳۹۷.
- فرضیه کمونیسم؛ ترجمه مراد فرهادپور و صالح نجفی، نشر مرکز، ۱۳۹۶.
- در ستایش تئاتر: گفتگوی آلن بدیو و نیکولا ترونگ؛ ترجمه محمدرضا خاکی و ویراستاری غلامرضا شهبازی، نشر بصیرت: ۱۳۹۶.
- چه باید کرد؟: گفتگویی در باب کمونیسم، سرمایه‌داری و آینده دموکراسی (به همراه مارسل گشه)؛ ترجمه احمد حسینی، نشر تهران: مانیاهنر، ۱۳۹۶.
- در باب بکت؛ ترجمه احمد حسینی؛ ویراستار علی کاوسی، تهران: نشر بوتیمار، ۱۳۹۵.
- فلسفه و رخداد/ الن بدیو؛ ترجمه علی فردوسی، نشر دیبایه، ۱۳۹۵.
- مانیفست فلسفه ۱و۲؛ ترجمه علی فردوسی، تهران: نشر دیبایه، ۱۳۹۵.
- این قرن/ آلن بدیو؛ ترجمه فؤاد جراح‌باشی. تهران: نشر بیدگل، ۱۳۹۴.
- فلسفه در زمانه حاضر (به همراه اسلاوی ژیژک)؛ ترجمه فؤاد حبیبی و کمال خالق‌پناه؛ ویراستاری حسام سلامت و عباس ارض‌پیما، تهران: نشر روزبهان، ۱۳۹۳.
- در ستایش عشق: گفتگوی نیکولا تخیونگ با آلن بدیو؛ ترجمه مریم عبدالرحیم کاشی، تهران: نشر ققنوس، ۱۳۹۳.
- آلن بدیو: فلسفه - سیاست - هنر - عشق؛ گزینش و ویرایش مقالات مراد فرهادپور، صالح نجفی، علی عباس‌بیگی، تهران: رخداد نو، چاپ اول ۱۳۹۲.
- تزهایی دربارهٔ تئاتر در کتاب ایده-تئاتر؛ ترجمه امیر کیان‌پور، نشر مینوی خرد، ۱۳۹۱.
- گفتگویی با آلن بدیو دربارهٔ می ۶۸ در کتاب می ۶۸ در فرانسه؛ ترجمه سمیرا رشیدپور، تهران: نشر رخدادنو، ۱۳۹۰.
- اخلاق (رساله‌ای در ادراک شر)؛ ترجمه باوند بهپور و ویراستاری امیر احمدی آریان، تهران: نشر چشمه، ۱۳۸۷
- بنیاد کلی‌گرایی: پل قدیس و منطق حقیقت؛ مترجمان مراد فرهادپور، صالح نجفی، تهران: نشر ماهی، چاپ اول ۱۳۸۶.
- تخریب، نفی، کسر: دربارهٔ پی‌پر پائولو پازولینی؛ ترجمه امید مهرگان، در نشریه سینما و ادبیات، تابستان ۱۳۸۶، شماره ۱۳

### دربارهٔ آلن بدیو
- آلن بدیو: قدم اول/ نویسنده مایکل جی. کلی؛ طراح پیرو؛ مترجم ابراهیم اسکافی
- بدیو/نویسنده اد پلوث؛ مترجمان امیر خراسانی، محمدعلی غزنوی؛ ویراستار سعید متین
- مروری بر فلسفه آلن بدیو/ زهرا نمایندگی
- در ستایش سیاست ترجمه مجید وحید